# بفوتاکا (منطقه)
بفوتاکا (به لاتین: Befotaka) یک منطقهٔ مسکونی در ماداگاسکار است که در آتسیمو-آتسینانانا واقع شده‌است.